# Peucedanum decumbens
Peucedanum decumbens är en flockblommig växtart som beskrevs av Carl Maximowicz. Peucedanum decumbens ingår i släktet siljor, och familjen flockblommiga växter. Inga underarter finns listade i Catalogue of Life.